# Denis Houf
Denis Houf (Fléron, 16 febbraio 1932 – Liegi, 7 dicembre 2012) è stato un calciatore belga, di ruolo attaccante.

## Palmarès

### Club

#### Competizioni nazionali
- Campionato belga: 3

Standard Liegi: 1957-1958, 1960-1961, 1962-1963
- Coppa del Belgio: 1

Standard Liegi: 1953-1954